# Gogotinkpon
Gogotinkpon est un village du Bénin situé dans une zone humide du site Ramsar dans l’arrondissement d’Agbanto. Il marque les frontières de l’Atlantique avec le département du Mono.

## Histoire et Toponymie

### Histoire
L’histoire de ce village se résume en une anecdote entre des pêcheurs et les mareyeuses (les femmes qui font le commerce des poissons sur îlot) qui viennent de Ouidah. Après les transactions autour des produits halieutiques, les amitiés se créent. Les pêcheurs intéressés par le physique des mareyeuses, tapotent la joue ou les fesses de ces femmes. Les mareyeuses pour indiquer le lieu où elles achètent les poissons pour revendre, disent nous allons dans le village où on nous tâte les fesses. D’où le nom Gogotinkponmè. Les habitants du village parlent 4 langues que sont : fon, mina, Xwela, et le Xwla. Ainsi, les diminutifs du nom du village vont en fonction de ces langues. Les fon disent Gogotinkponmè et les Xwla eux disent plutôt Gogo,,.
Gogotinkpon devient officiellement un village de l'arrondissement d'Agbanto le 27 mai 2013 après la délibération et adoption par l'Assemblée nationale du Bénin en sa séance du 15 février 2013 de la loi n° 2013-O5 du 15/02/2013 portant création, organisation, attributions et fonctionnement des unités administratives locales en République du Bénin.

### Toponymie
Gogotinkpon vient de Gogotinkponmè en fongbe, qui signifie les fesses sont capables ou puissantes.

## Population
Selon le Recensement Général de la Population et de l'Habitation(RGPH4) de l'Institut National de la Statistique et de l'Analyse Economique(INSAE) au Bénin en 2013, la population de Gogotinkpon compte 257 ménages pour 1086 habitants.
| Indicateur           | 2013 |
| -------------------- | ---- |
| Nombre de ménages    | 257  |
| Population féminine  | 518  |
| Population masculine | 568  |
| Population totale    | 1086 |

## Activité
La pêche et les petits commerces sont les principales sources de revenu des habitants.